# IQue
iQue, Ltd. (en xinès: 神游科技, pinyin: Shényóu Kējì) és una empresa xinesa de localització de videojocs situada a Suzhou. Va ser fundada com una empresa conjunta entre Wei Yen i Nintendo l'any 2002 com a empresa xinesa de fabricació de consoles de videojocs. L'any següent, l'empresa va llançar l'iQue Player. Després va fabricar i distribuir productes oficials de Nintendo per al mercat de la Xina continental sota la marca iQue fins al 2018.
A més d'això, iQue només va llançar consoles portàtils de Nintendo: la DS, la DSi, la 3DS XL, la Game Boy Advance i la Game Boy Advance SP. L'iQue Player és l'única consola de televisió disponible d'iQue a la Xina. La Wii anava a ser la segona consola de televisió de l'empresa, però no es va poder llançar perquè no va obtenir l'aprovació del govern. El 2013, l'empresa es va convertir en una subsidiària de Nintendo.
El 2018, Nintendo havia cessat la distribució oficial de consoles de jocs a la Xina continental sota la marca iQue. Nintendo es va associar amb Tencent per portar la Nintendo Switch al mercat xinès a finals del 2019. Des del 2017, iQue continua operant oferint als consumidors suport per als seus productes antics i traduint les versions mundials dels nous jocs de Nintendo al xinès simplificat.
El 2019, iQue va començar a contractar desenvolupadors amb programadors, ja que l'empresa s'estava convertint en una empresa de desenvolupament per donar suport a projectes de jocs per a la divisió Nintendo EPD.

## iQue Player
L'iQue Player és la versió xinesa de la Nintendo 64, amb un disseny completament únic fet per evitar la prohibició de la Xina de les consoles domèstiques existent en aquell moment. Es van llançar 14 jocs per a la consola. Es va fer una versió xinesa de The Legend of Zelda: Majora's Mask, però no es va publicar.

## iQue Game Boy Advance

### iQue Game Boy Advance
L'iQue GBA és la versió xinesa de la Game Boy Advance. Va ser llançada el 8 de juny de 2004. S'han llançat 8 jocs per a la consola. Es van fer 12 jocs més, però no es van publicar pel temor que fossin piratejats.
| Títol                               | Títol xinès        | Pinyin                    | Data de publicació  |
| ----------------------------------- | ------------------ | ------------------------- | ------------------- |
| Wario Land 4                        | 瓦力欧寻宝记       | Wǎlìōu Xúnbǎo Jì          | Juny de 2004        |
| Super Mario Advance                 | 超级马力欧２       | Chāojí Mǎlìōu 2           | 30 de juny de 2004  |
| Metroid: Zero Mission               | 密特罗德：零点任务 | Mìtèluōdé: Língdiǎn Rènwù | 15 de juny de 2005  |
| WarioWare, Inc.: Minigame Mania     | 瓦力欧制造         | Wǎlìōu Zhìzào             | 4 de juliol de 2005 |
| Metroid Fusion                      | 密特罗德 融合      | Mìtèluōdé Rónghé          | 2 de març de 2006   |
| Super Mario World 2: Yoshi's Island | 耀西岛             | Yàoxi Dǎo                 | 2 de març de 2006   |
| Super Mario World                   | 超级马力欧世界     | Chāojí Mǎlìōu Shìjiè      | 15 de març de 2006  |
| F-Zero Maximum Velocity             | 极速F-ZERO未来赛车 | Jísù F-ZERO Wèilái Sàichē | Agost de 2007       |

#### Jocs no publicats coneguts
| Títol                         | Títol xinès          | Pinyin                          |
| ----------------------------- | -------------------- | ------------------------------- |
| Advance Wars                  | 陆海空大战           | Lùhǎikōng Dàzhàn                |
| Densetsu no Stafy             | 斯塔非的传说         | Sītǎfēi de Chuánshuō            |
| Densetsu no Stafy 2           | 斯塔非的传说2        | Sītǎfēi de Chuánshuō 2          |
| Donkey Kong: King of Swing    | 摇摆森喜刚           | Yáobǎi Sēn Xǐgāng               |
| Famicom Mini Collection       | 红白机合集           | Hóngbái Jīhéjí                  |
| Fire Emblem: Fūin no Tsurugi  | 火纹战记: 封印之剑   | Huǒwén Zhànjì: Fēngyìn Zhījiàn  |
| Kuru Kuru Kuruin              | 转转棒               | Zhuǎn Zhuǎn Bàng                |
| Kuruin Paradise               | 转转棒天堂           | Zhuǎn Zhuǎn Bàng Tiāntáng       |
| Mario & Luigi: Superstar Saga | 马力欧与路易吉RPG    | Mǎlìōu Yǔ Lùyìjí RPG            |
| Mario Kart: Super Circuit     | 马力欧卡丁车超级赛道 | Mǎlìōu Kǎdīngchē Chāojí Sài Dào |
| Polarium Advance              | 通勤一笔             | Zhígǎn Yī Bǐ                    |
| Tomato Adventure              | 番茄酱王国大冒险     | Fānqié Jiàng Wángguó dà Màoxiǎn |

### iQue Game Boy SP
L'iQue Game Boy SP és la versió xinesa de la Game Boy Advance SP. Va ser llançada l'octubre de 2004.

### iQue Game Boy Micro
L'iQue Game Boy Micro és la versió xinesa de la Game Boy Micro. Va ser llançada l'octubre de 2005.

## iQue DS

### iQue DS
L'iQue DS és la versió xinesa de la Nintendo DS. Va ser llançada el 23 de juliol de 2005. S'han llançat 6 jocs per a la consola. Els jocs d'iQue DS tenen un bloqueig regional i no es poden jugar a consoles Nintendo DS d'altres regions, però sí es poden jugar a consoles Nintendo DSi. També es va fer una versió xinesa de Big Brain Academy, però no es va publicar.
| Títol                 | Títol xinès        | Pinyin                        | Data de publicació   | Format                      |
| --------------------- | ------------------ | ----------------------------- | -------------------- | --------------------------- |
| Polarium              | 直感一笔           | Zhígǎn Yī Bǐ                  | 23 de juliol de 2005 | Targeta de joc de DS        |
| WarioWare: Touched    | 摸摸瓦力欧制造     | Mō Mō Wǎlìōu Zhìzào           | Desembre de 2005     | Targeta de joc de DS        |
| Yoshi Touch & Go      | 摸摸耀西-云中漫步  | Mō Mō Yàoxi - Yún Zhōng Mànbù | 14 de febrer de 2006 | Targeta de joc de DS        |
| Super Mario 64 DS     | 神游马力欧DS       | Shényóu Mǎlìōu DS             | 21 de juny de 2007   | Targeta de joc de DS        |
| New Super Mario Bros. | New 超级马力欧兄弟 | New Chāojí Mǎlìōu Xiōngdì     | 2 de juliol de 2009  | Targeta de joc de DS        |
| Nintendogs            | 任天狗狗           | Rèntiān Gǒu Gǒu               | Desembre de 2009     | Preinstal·lat a la iQue DSi |
| Big Brain Academy     | 大脑科学院         | Dànǎo kēxuéyuàn               | No publicat          | Cap                         |

### iQue DS Lite
L'iQue DS Lite és la versió xinesa de la Nintendo DS Lite. Va ser llançada el juny de 2006.

### iQue DSi
L'iQue DSi és la versió xinesa de la Nintendo DSi. Conté Nintendogs preinstal·lat. Va ser llançada el desembre de 2009. Es van llançar 31 jocs DSiWare per a la consola.

## iQue 3DS XL

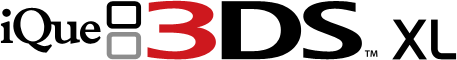
Logo de la iQue 3DS XL.

L'iQue 3DS XL és la versió xinesa de la Nintendo 3DS XL. Va ser llançada el 7 de desembre de 2012, i va ser l'última consola llançada per iQue. A diferència de la Nintendo 3DS XL d'altres regions, la iQue 3DS XL no té la Nintendo eShop, les dades desades no es poden transferir des d'una iQue DSi a una iQue 3DS XL ni entre consoles i els jocs iQue DSiWare no es poden jugar. Només es van llançar 2 jocs per a la consola, que s'inclouen preinstal·lats.
| Títol               | Títol xinès       | Pinyin                  | Data de publicació    |
| ------------------- | ----------------- | ----------------------- | --------------------- |
| Super Mario 3D Land | 超级马力欧 3D乐园 | Chāojí Mǎlìōu 3D Lèyuán | 7 de desembre de 2012 |
| Mario Kart 7        | 马力欧卡丁车7     | Mǎlìōu Kǎdīngchē 7      | 7 de desembre de 2012 |

A causa del bloqueig regional, només es poden utilitzar jocs xinesos a l'iQue 3DS XL. Tanmateix, a més dels dos jocs que van ser llançats per iQue, les versions taiwaneses dels 14 jocs següents també es poden utilitzar en aquesta consola i es carrega una versió en xinès simplificat quan s'insereixen a una iQue 3DS XL.
| Títol                                                         | Títol en xinès simplificat                             | Pinyin                                                                                       |
| ------------------------------------------------------------- | ------------------------------------------------------ | -------------------------------------------------------------------------------------------- |
| The Legend of Zelda: Ocarina of Time 3D                       | 塞尔达传说 时光之笛 3D                                 | Sàiěrdá Chuánshuō: Shíguāng zhī Dí 3D                                                        |
| Nintendogs + Cats                                             | 任天狗狗+猫猫                                          | Rèntiān Gǒugou + Māomāo                                                                      |
| Star Fox 64 3D                                                | 星际火狐64 3D                                          | Xīngjì Huǒhú 64 3D                                                                           |
| Mario Tennis Open                                             | 马力欧网球 公开赛                                      | Mǎlìōu Wǎngqiú Gōngkāisài                                                                    |
| New Super Mario Bros. 2                                       | 新超级马力欧兄弟 2                                     | New Chāojí Mǎlìōu Xiōngdì 2                                                                  |
| Dr Kawashima's Devilish Brain Training: Can you stay focused? | 脑科学专家 川岛隆太博士监修 突破极限 脑的5分钟魔鬼锻炼 | Nǎokēxué Zhuānjiā Chuāndǎolóngtài Bóshì Jiānxiū Tūpò Jíxiàn Nǎo de 5 Fēnzhōng Móguǐ Duànliàn |
| Luigi's Mansion 2                                             | 路易吉洋馆2                                            | Lùyìjí Yángguǎn 2                                                                            |
| Paper Mario: Sticker Star                                     | 纸片马力欧 超级贴纸                                    | Zhǐpiàn Mǎlìōu Chāojí Tiēzhǐ                                                                 |
| Pokémon Sun i Pokémon Moon                                    | 精灵宝可梦 太阳／月亮                                  | Jīnglíng Bǎokěmèng Tàiyáng / Yuèliang                                                        |
| Pokémon Ultra Sun i Pokémon Ultra Moon                        | 精灵宝可梦 究极之日／究极之月                          | Jīnglíng Bǎokěmèng Jiūjí-zhī Rì / Jiūjí-zhī Yuè                                              |